# 2008年北京オリンピックのトルコ選手団
2008年北京オリンピックのトルコ選手団（2008ねんペキンオリンピックのトルコせんしゅだん）は、2008年8月8日から8月24日にかけて中国の北京を主として開催された2008年北京オリンピックのトルコ選手団、およびその競技結果。

## 概要
今大会は金メダル1個、銀メダル1個、銅メダル3個の合計5個のメダルを獲得した。

## メダル
| メダル | 選手名               | 競技       | 種目                             |
| ------ | -------------------- | ---------- | -------------------------------- |
| 金     | ラマザン・シャヒン   | レスリング | 男子フリースタイル66kg級         |
| 銀     | アジズ・タンリクル   | テコンドー | 女子57kg級                       |
| 銅     | ヤクップ・クルッチュ | ボクシング | 男子フェザー級                   |
| 銅     | ナズミ・アブルカ     | レスリング | 男子グレコローマンスタイル84kg級 |
| 銅     | ナズミ・アブルカ     | レスリング | 男子グレコローマンスタイル84kg級 |
| 銅     | セルベト・タジェグル | テコンドー | 男子68kg級                       |